# فالون فاکس
فالون فاکس (به انگلیسی: Fallon Fox) (زاده ۲۹ نوامبر ۱۹۷۵) مبارز هنرهای رزمی ترکیبی آمریکایی است.
او یک زن ترنس است
او در بانکوک تایلند عمل تطبیق و بازتایید جنسیت ، کاشت مو و درون‌کاشت پستان را انجام داد.